# Canossa (Adelsgeschlechter)

Wappen der Markgrafen und Herzöge aus dem Hause Canossa

Die Canossa waren eine der mächtigsten Familien im frühmittelalterlichen Italien. Sie zählten zu den führenden Dynastengeschlechtern des italienischen Adels.
Ihr Herrschaftsgebiet befand sich seit den ersten Jahrzehnten des 10. Jahrhunderts in den Tälern des Apennin. Die Emilia-Romagna, wo sich die namensgebende Burg Canossa befindet, wurde zum Kerngebiet ihrer Herrschaft, die sich um 1050 vom Gardasee über die Emilia-Romagna, die Markgrafschaft Tuscien bis hinunter ins Herzogtum Spoleto in der Mitte der Italienischen Halbinsel erstreckte. Die Bedeutung der Familie Canossa trat besonders während des Investiturstreites hervor. Sie starb mit Mathilde von Canossa, der Erbin der Mathildischen Güter, (1046–1115) aus.
Eine gleichnamige, nicht verwandte Familie erhielt in der frühen Neuzeit in Mantua das Adelsprivileg erneut verliehen mit dem gleichen Wappen. Dieses Geschlecht existiert noch.

## Dynastien

### Erste Dynastie

Mathilde von Canossa (rechts), bei der Vermittlung zwischen Papst und Kaiser

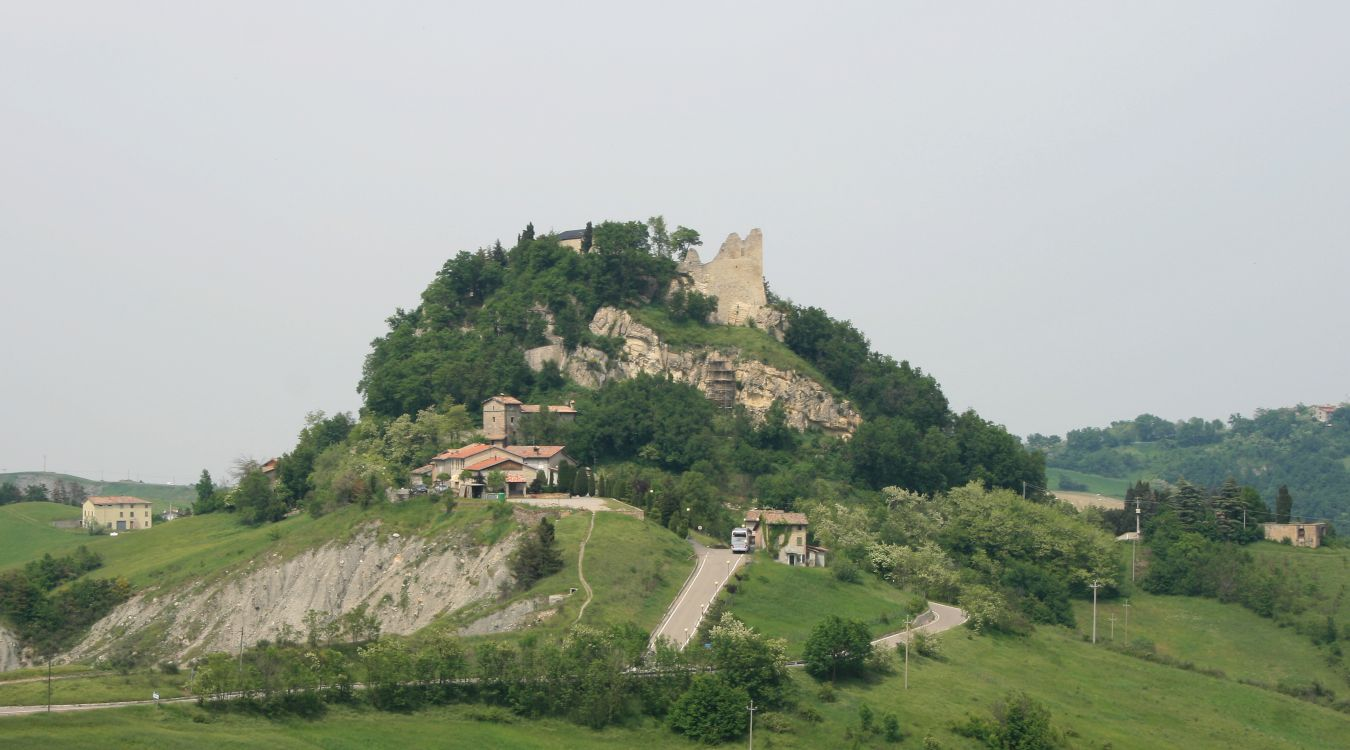
Ruine der Burg Canossa, Emilia-Romagna

Die früheste Überlieferung zur Geschichte des Hauses Canossa erwähnt einen Langobardenfürsten Sigifredus von Canossa Anfang des 10. Jahrhunderts, der über Lehensbesitz in der Gegend von Lucca und umfangreichen Besitz in der Lombardei verfügte. Sein Sohn Goffredo war von 970 bis 976 Bischof von Brescia und von 976 bis zu seinem Tode 998 Bischof von Luni. Sigifredus Sohn Adalbert Atto von Canossa (* 939, † 13. Februar 988) trat die Nachfolge seines Vaters an und begann den Besitz durch die Anlage zahlreicher Burgen zu sichern, darunter auch 945 bis 950 die Befestigung des Felsens von Canossa. Seit 984 wurde er in den Urkunden als Markgraf bezeichnet und erhielt als Lehen die Grafschaften Parma, Piacenza, Bergamo, Cremona und Brescia. Der Ehe Adalberts mit Hildegard entstammte sein Sohn Thedaldo, der von 988 bis zu seinem Tode am 8. Mai 1012 regierte.
Zum Zeitpunkt seiner größten Ausdehnung um das Jahr 1050 erstreckte sich das Herrschaftsgebiet derer von Canossa vom Gardasee bis zum oberen Latium, darunter Städte wie Mantua, Modena, Ferrara, Florenz und Perugia. Die heutige Reggio nell’Emilia war das Zentrum der militärischen Macht und somit des politischen Geschehens. Im Laufe von etwas mehr als einem Jahrhundert ließ die Familie die Stützpunkte an den Straßen vom Apennin bis zur Poebene ausbauen, um somit die wichtigsten Handelsstrecken zwischen Italien und Mitteleuropa und der Adria unter ihre Kontrolle zu bringen. Diese Strategie ermöglichte dem Haus, seine Position zu festigen, und war eine Quelle seines Reichtums und seiner Macht. Einer der wichtigsten Stützpunkte war die Burg Canossa in Canossa.
Bonifatius von Canossa (* 985, † 6. Mai 1052) war einer der mächtigsten Adligen in Italien in der ersten Hälfte des 10. Jahrhunderts. Er war der Sohn des Theobald von Canossa, Graf von Reggio, Modena, Mantua, Brescia und Ferrara. Bonifatius wurde um 1028/32 Markgraf von Tuscien (als Bonifatius IV.) und im Jahre 1051 Herzog von Spoleto und Markgraf von Camerino.
Aus der zweiten Ehe des Bonifatius mit Beatrix von Lothringen (* 1017, † 18. April 1076) stammte seine Tochter Mathilde von Canossa (* 1046, † 24. Juli 1115), die erst mit dem Erreichen ihrer Volljährigkeit alleinige Erbin und Herrscherin wurde. Sie war es, die erfolgreich im Investiturstreit zwischen Papst und Kaiser vermitteln konnte. Papst Gregor VII. verweilte auf der Burg Canossa unter ihrem Schutz. König Heinrich IV. trat hier seinen Gang nach Canossa an, um den Kirchenbann vom Papst wieder aufheben zu lassen.
Matilda hinterließ keine direkten Erben, als sie im Jahre 1115 verstarb. Das Haus starb also teilweise aus, die Besitztümer gingen mit der Zeit verloren. Einige Burgen wurden von den lokalen Herren und Rittern und Söldnern gehalten, andere Besitztümer gingen an entfernte Verwandte oder kamen unter päpstliche Herrschaft.

#### Wappen
Das Familienwappen zeigt einen aufrechten Hund auf rotem Grund, mit einem Knochen im Maul.
Das Wappen findet sich im Gemeindewappen der Ortschaft Canossa wieder.

#### Besitzungen
Diese Canossa hatten außer der Stammburg mehrere weitere Besitzungen.

### Zweite Dynastie

Wappen der Marchese Canossa (Mantua)

Eine spätere, in der frühen Neuzeit auftretende Familie mit dem Namen von Canossa, die aus Mantua stammte und in keinem verwandtschaftlichen Verhältnis zum ursprünglichen Adelsgeschlecht der Markgrafen von Tuszien steht, bekam das Adelsprivileg erneut verliehen mit dem gleichen Wappen. Sie standen in Diensten der Adelsfamilie Gonzaga. Ludovico Canossa war von 1511 bis 1516 Bischof von Tricarico. Die Familie nahm unter Vincenzo I. Gonzaga, welcher der Familie die Ortschaft Calliano zum Lehen gab, den Adelstitel an. Bedeutende Vertreter dieser Familie waren die Heilige Magdalena Gabriela von Canossa (1774–1835), Begründerin der Kongregation der „Canosserinnen“, und Kardinal Luigi di Canossa (1809–1900).
Die Canossa hatten als eines von drei markgräflichen Geschlechtern einen erblichen Sitz im Herrenhaus, dem Oberhaus des österreichischen Reichsrates. Die Familie erhielt 1861 den erblichen Sitz im Herrenhaus verliehen. Da sie jedoch wie alle anderen lombardo-venetischen Häuser, die dem Herrenhaus angehörten, – aus Protest gegen die österreichische Italienpolitik – von dem ihnen zustehenden Mitgliedsrecht keinen Gebrauch machten, verloren sie in der Folgezeit mit dem Tod von Octavian Markgraf Canossa (1820–1903) den Sitz.

#### Besitzungen
Die zweiten Canossa hinterließen einige markante Gebäude: Der Palazzo Canossa in Verona liegt zwischen dem Ufer der Etsch und der heutigen Via Cavour. Magdalena von Canossa kam dort auf die Welt. In Mantua befindet sich ein weiterer Palazzo Canossa, ein bedeutendes Bauwerk der Renaissance. Ferner erwarb Simone di Canossa 1414 das Landgut Grezzano bei Mozzecane, wo Carlo di Canossa
von 1769 bis 1776 einen großen barocken Sommerpalast errichten ließ, die Villa Canossa; sie stand 2017 zum Verkauf. Im Jahr 1900 kam durch die Heirat des Marchese Giuseppe di Canossa mit Teresa de Reali die Villa de Reali in Casier an die Familie Canossa, der sie noch gehört.

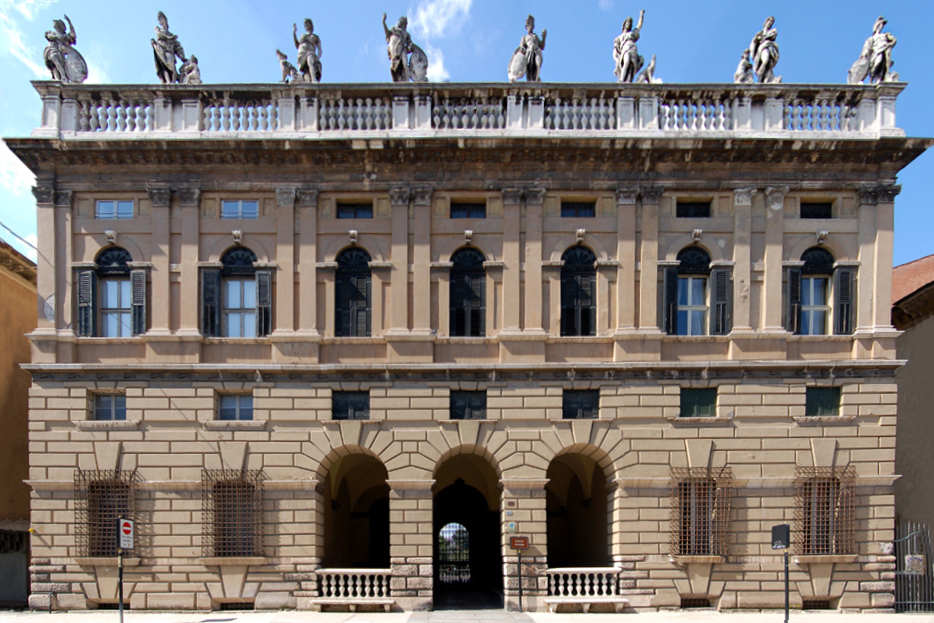
Palazzo Canossa in Verona
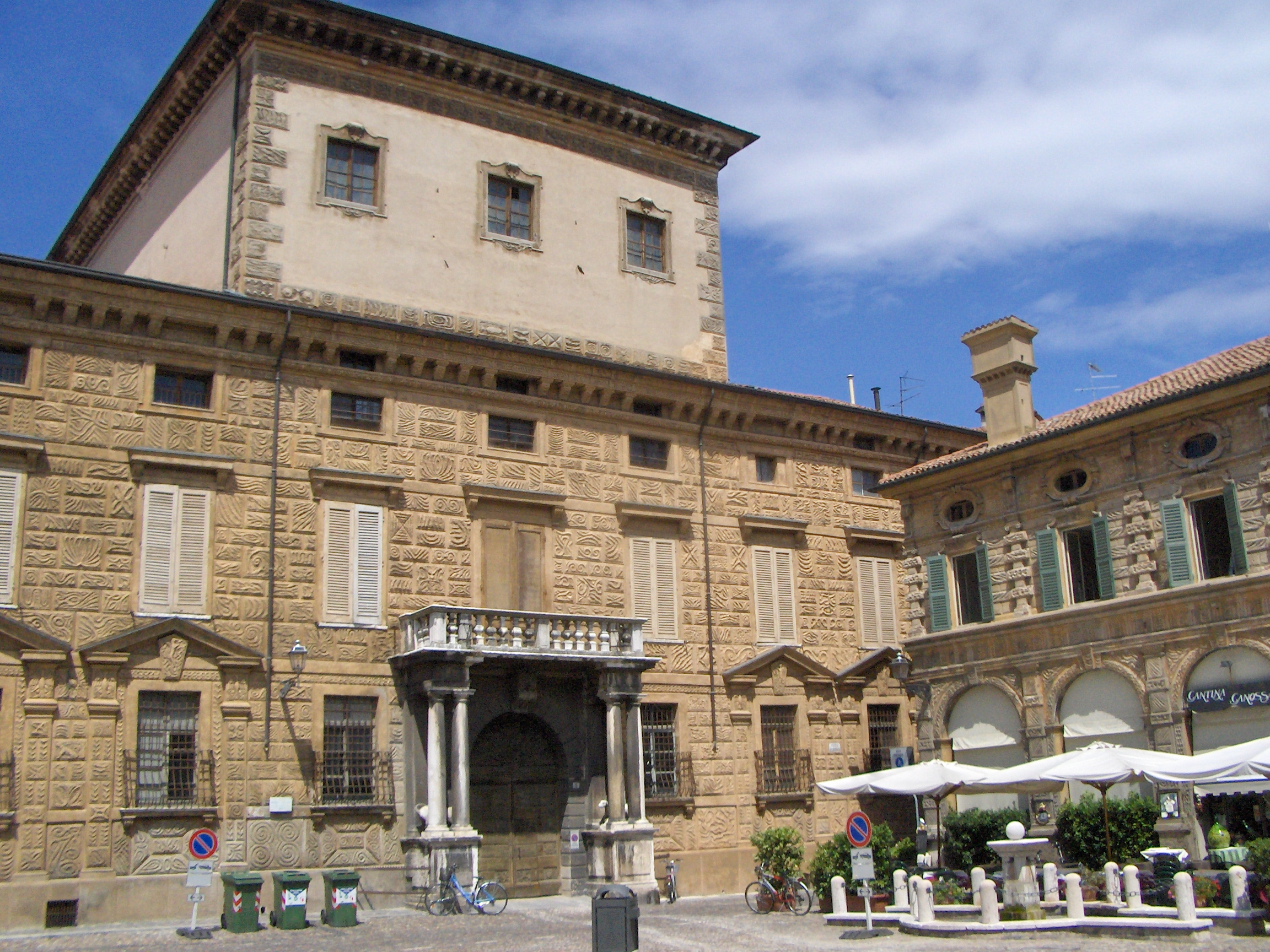
Palazzo Canossa in Mantua
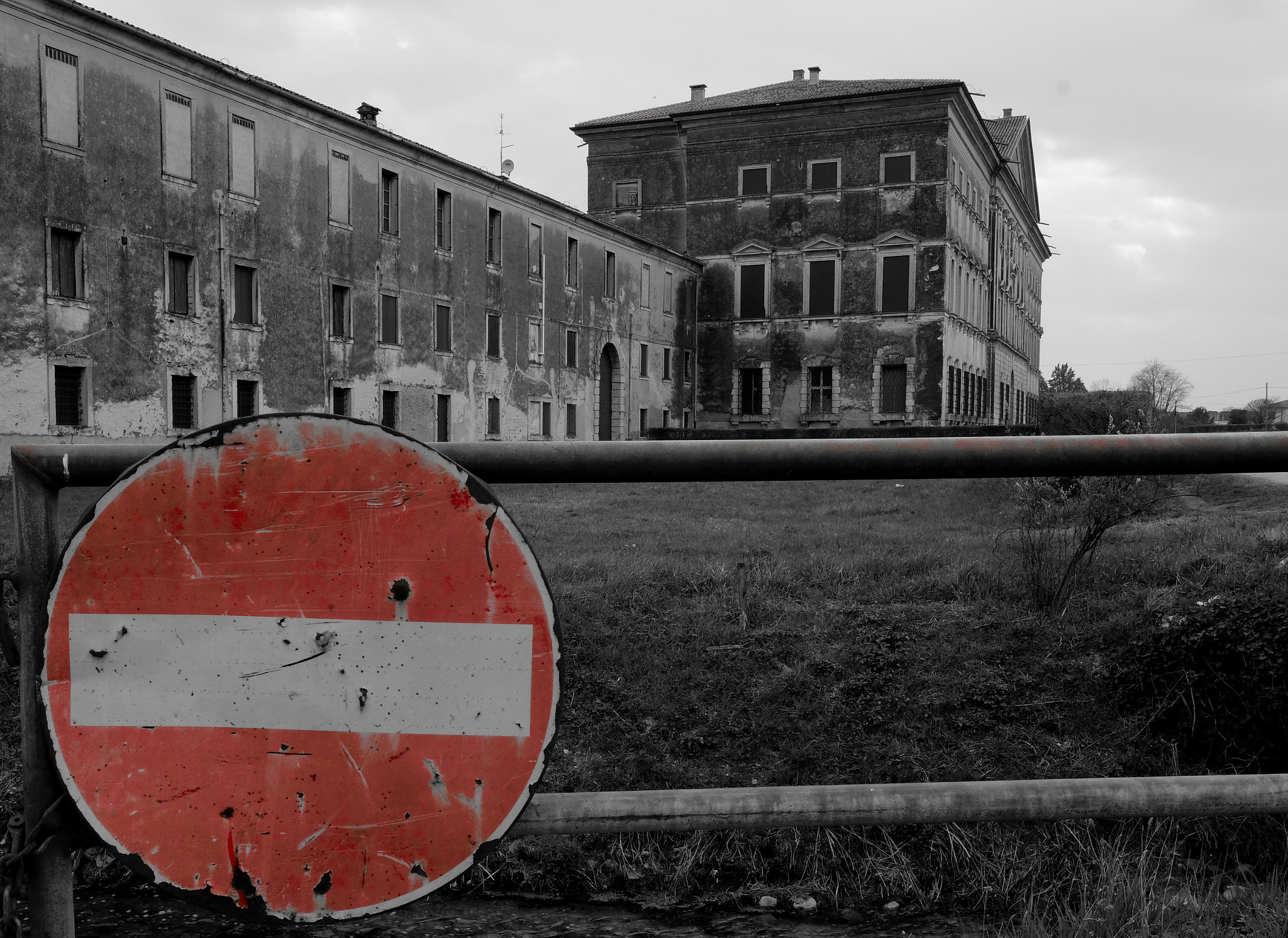
Villa Canossa in Grezzano bei Mozzecane
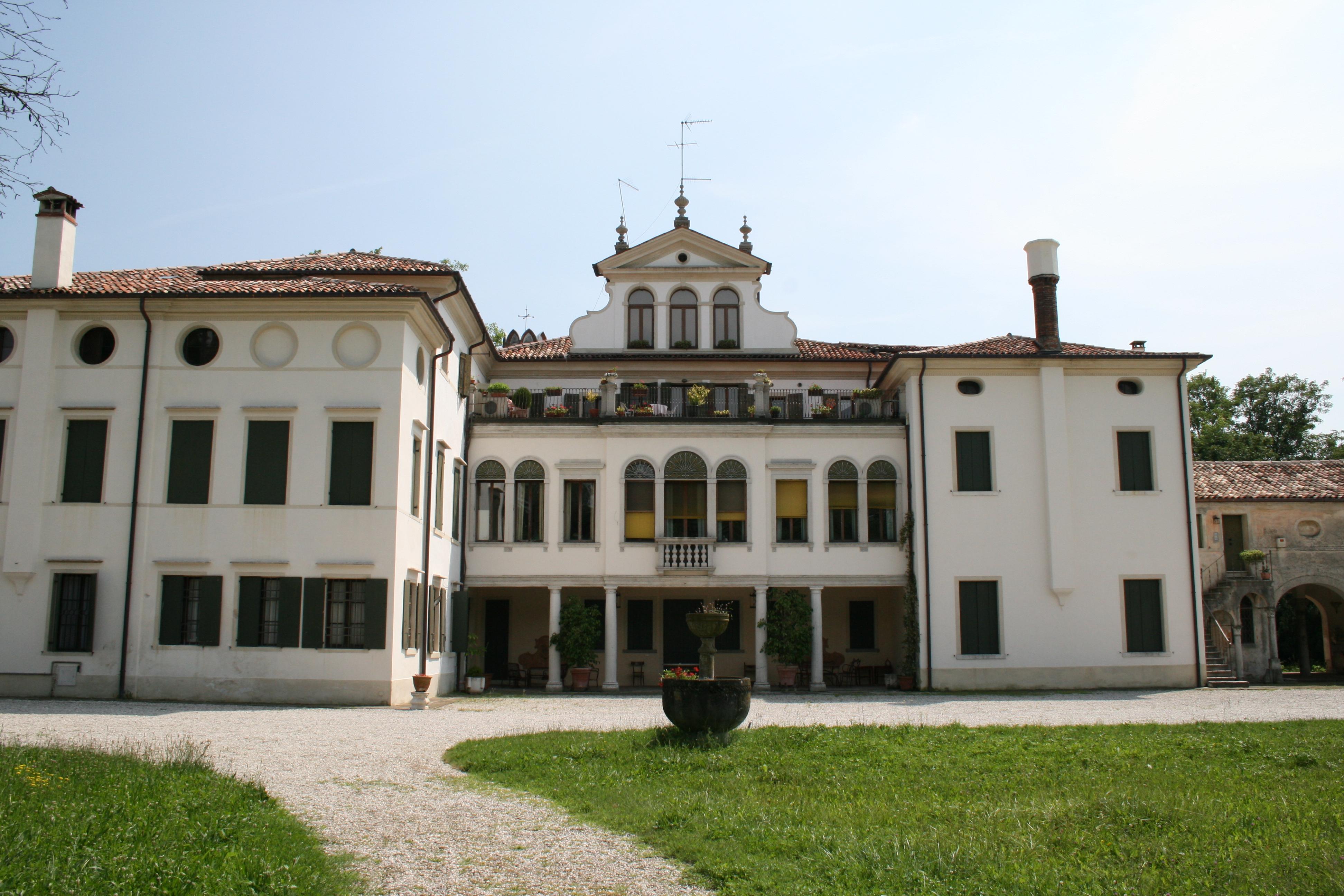
Villa de Reali in Casier